# Günther Framke
Günther Framke (* 1912 in Berlin) war ein deutscher Fußballspieler, der lange Zeit für Blau-Weiß 90 Berlin und später für den FC Bayern München aktiv war. Der Stürmer gehörte auch dem Kader der A-Nationalmannschaft an, kam jedoch zu keinem Einsatz in einem offiziellen Länderspiel.

## Karriere
Framke spielte ab 1926 für Blau-Weiß 90 Berlin, mit 17 Jahren bereits in der ersten Mannschaft und mit 19 Jahren in der Stadtelf Berlin. Als Mittelstürmer spielte er nach eigenen Angaben 216-mal für die erste Mannschaft von Blau-Weiß und traf dabei 313-mal. Mit Blau-Weiß 90 belegte er in der Oberliga Berlin-Brandenburg bzw. ab 1933 in der Gauliga Berlin-Brandenburg meist Mittelfeldplätze. Für die Stadtelf trat er 35-mal an und erzielte 29 Tore. Aus dieser Zeit existiert auch ein Sammelbild der Bravour-Zigarettenfabrik Berlin mit der Nummer B.153. 1931 schoss er im Bundespokal-Wettbewerb beim 4:3-Erfolg im Viertelfinale gegen die Auswahlmannschaft des Verbands Mitteldeutscher Ballspiel-Vereine drei Tore. Er wurde auch im Reichsbundpokal 1935/36 eingesetzt und erzielte in der Vorrunde den Siegtreffer zum 1:0-Erfolg gegen die Gauauswahlmannschaft Mitte.
Am 13. August 1935 nahm er an einem Testspiel während eines Lehrgangs der A-Nationalmannschaft in Duisburg-Wedau teil und saß bei zwei Länderspielen gegen Rumänien und Polen auf der Ersatzbank. Er gehörte 1936 auch dem erweiterten Kreis der Olympiaauswahl an.
Im Januar 1937 wechselte er aus beruflichen Gründen nach München und schloss sich dem FC Bayern München an. In der Saison 1937/38 kam er zu vier Einsätzen und zwei Toren in der Gauliga Bayern sowie zu zwei Toren in der Vorrunde des Tschammerpokals. Mit der Mannschaft belegte er am Saisonende einen Platz im Mittelfeld der Tabelle, im Tschammerpokal gelangen auf bayerischer Ebene deutliche Siege beim 1. FC Straubing und gegen den FC Teutonia München. Mitte August 1938 wurde durch einen 2:1-Sieg nach Verlängerung beim BC Augsburg (dem späteren FC Augsburg) die Schlussrunde des Tschammerpokals erreicht. Dort erzielte er in der 1. Schlussrunde beim 7:0-Sieg über den Heilbronner Stadtteilverein Union Böckingen den Treffer zum 5:0, bevor er in der nächsten Runde mit seiner Mannschaft nach der 1:2-Niederlage beim VfR Mannheim, dem amtierenden Meister der Gauliga Baden, trotz eigener Führung in der 65. Minute aus dem Wettbewerb ausschied. Eine Woche später startete er mit dem FC Bayern München in seine zweite Gauliga-Saison, wurde in 12 der 18 Ligaspiele eingesetzt und erzielte insgesamt sechs Tore, darunter zwei am 4. Dezember 1938 beim 2:1-Heimsieg gegen den 1. FC Schweinfurt 05, der in jener Saison Meister der Gauliga Bayern wurde. Ebenfalls zwei Tore erzielte er am 12. Februar 1939 beim 3:2-Sieg des FC Bayern gegen den TSV 1860, darunter das Siegtor in der Schlussphase des Spiels. Mit der Mannschaft belegte er in der zehn Mannschaften umfassenden Gauliga Bayern am Saisonende den siebten Platz.
Während des Zweiten Weltkriegs sind für Framke nur noch einzelne Einsätze für den FC Bayern München dokumentiert, zuletzt am 26. November 1944 gegen den VfB München in der Gauliga München/Oberbayern. Beim 9:0-Heimsieg erzielte Framke zwei Tore. In jener Saison konnten infolge der Umstände gegen Ende des Kriegs nur noch auf regionaler Ebene Spiele ausgetragen werden, bayernweit konnte allein in der Stadt München der Spielbetrieb so lange aufrechterhalten werden, dass ein Meister ermittelt werden konnte. Dies war der FC Bayern München, der 14 seiner 15 Spiele gewinnen konnte. Eine Endrunde um die deutsche Meisterschaft fand nicht mehr statt.
Über den weiteren Werdegang Framkes ist nichts bekannt, als gesichert kann betrachtet werden, dass er den Krieg überlebt hat.